# 西尔维娅·欣多夫
西尔维娅·欣多夫（德語：Silvia Hindorff，1961年6月27日—），德国女子竞技体操运动员。她曾代表东德参加1980年夏季奥林匹克运动会体操比赛，获得女子团体全能铜牌。